# Tennis op de Olympische Zomerspelen 1968
Tennis is een van de sporten die beoefend werden tijdens de Olympische Zomerspelen 1968 in Mexico-Stad. Tennis stond voor de eerste maal sinds 1924 weer op het Olympische programma, dit keer als demonstratiesport.
Er werden twee toernooien georganiseerd, een demonstratietoernooi in Guadalajara en een exhibitietoernooi in Mexico-Stad. Er werden geen medailles toegekend.

## Demonstratie Guadalajara

### Heren enkelspel
| Rang | Sporter           | Land             |
| ---- | ----------------- | ---------------- |
| 1    | Manuel Santana    | Spanje           |
| 2    | Manuel Orantes    | Spanje           |
| 3    | Herb Fitzgibbon   | Verenigde Staten |
| 4    | Rafaël Osuna      | Mexico           |
| 5    | Vicente Zarazura  | Mexico           |
| 5    | Juan Gisbert      | Spanje           |
| 5    | Joaquin Loyo-Mayo | Mexico           |
| 5    | Torben Ulrich     | Denemarken       |

### Heren dubbelspel
| Rang | Sporters                          | Land                      |
| ---- | --------------------------------- | ------------------------- |
| 1    | Rafael Osuna Vicente Zarazura     | Mexico                    |
| 2    | Juan Gisbert Manuel Santana       | Spanje                    |
| 3    | Pierre Darmon Joaquin Loyo-Mayo   | Frankrijk Mexico          |
| 4    | Francisco Guzman Miguel Olvera    | Ecuador                   |
| 5    | Vladimir Korotkov Anatoli Volkov  | Sovjet-Unie               |
| 5    | Alberto Carrero Stanley Pasarell  | Portugal Verenigde Staten |
| 5    | James McManus James Osbourne      | Verenigde Staten          |
| 5    | Manuel Orantes Nicola Pietrangeli | Spanje Italië             |

### Dames enkelspel
| Rang | Sporter              | Land                     |
| ---- | -------------------- | ------------------------ |
| 1    | Helga Niessen        | Bondsrepubliek Duitsland |
| 2    | Jane Bartkowicz      | Verenigde Staten         |
| 3    | Julie Heldman        | Verenigde Staten         |
| 4    | Lourdes Gongora      | Mexico                   |
| 5    | Edda Buding          | Bondsrepubliek Duitsland |
| 5    | Maria-Eugenia Guzman | Ecuador                  |
| 5    | Rosa Maria Darmon    | Frankrijk                |
| 5    | Cecilia Rosado       | Mexico                   |

### Dames dubbelspel
| Rang | Sporters                             | Land                       |
| ---- | ------------------------------------ | -------------------------- |
| 1    | Edda Buding Helga Niessen            | Bondsrepubliek Duitsland   |
| 2    | Rosa Maria Darmon Julie Heldman      | Frankrijk Verenigde Staten |
| 3    | Jane Bartkowicz Valerie Ziegenfuss   | Verenigde Staten           |
| 4    | Lourdes Gongora Patricia Montano     | Mexico                     |
| 5    | Suzana Petersen Cecilia Rosado       | Brazilië Mexico            |
| 5    | Maria-Eugenia Guzman Ana-Maria Ycaza | Ecuador                    |

### Gemengd dubbelspel
| Rang | Sporters                         | Land                     |
| ---- | -------------------------------- | ------------------------ |
| 1    | Herb Fitzgibbon Julie Heldman    | Verenigde Staten         |
| 2    | Jürgen Fassbender Helga Niessen  | Bondsrepubliek Duitsland |
| 3    | James Osbourne Jane Bartkowicz   | Verenigde Staten         |
| 4    | Pierre Darmon Rosa Maria Darmon  | Frankrijk                |
| 5    | James McManus Valerie Ziegenfuss | Verenigde Staten         |
| 5    | Vladimir Korotkov Zaiga Jansone  | Sovjet-Unie              |
| 5    | Ingo Buding Edda Buding          | Bondsrepubliek Duitsland |
| 5    | Vicente Zarazura Lourdes Gongora | Mexico                   |

## Exhibitie Mexico-Stad

### Heren enkelspel
| Rang | Sporter            | Land                     |
| ---- | ------------------ | ------------------------ |
| 1    | Rafaël Osuna       | Mexico                   |
| 2    | Ingo Buding        | Bondsrepubliek Duitsland |
| 3    | Vladimir Korotkov  | Sovjet-Unie              |
| 3    | Nicola Pietrangeli | ITA                      |
| 5    | Pierre Darmon      | Frankrijk                |
| 5    | Jun Kamiwazumi     | Japan                    |
| 5    | Vicente Zarazura   | Mexico                   |
| 5    | Anatoli Volkov     | Sovjet-Unie              |

### Heren dubbelspel
| Rang | Sporters                             | Land                     |
| ---- | ------------------------------------ | ------------------------ |
| 1    | Rafael Osuna Vicente Zarazura        | Mexico                   |
| 2    | Pierre Darmon Joaquin Loyo-Mayo      | Frankrijk Mexico         |
| 3    | Francisco Guzman Teimoeraz Kakoelia  | Ecuador Sovjet-Unie      |
| 3    | Vladimir Korotkov Anatoli Volkov     | Sovjet-Unie              |
| 5    | Ingo Buding Jürgen Fassenbender      | Bondsrepubliek Duitsland |
| 5    | Juan-Manuel Brito Humberto Camarotti | Cuba                     |
| 5    | Jun Kamiwazumi Toshiro Sakai         | Japan                    |
| 5    | Herb Fitzgibbon James McManus        | Verenigde Staten         |

### Dames enkelspel
| Rang | Sporter              | Land                     |
| ---- | -------------------- | ------------------------ |
| 1    | Jane Bartkowicz      | Verenigde Staten         |
| 2    | Julie Heldman        | Verenigde Staten         |
| 3    | Maria-Eugenia Guzman | Ecuador                  |
| 3    | Suzana Petersen      | Brazilië                 |
| 5    | Zaiga Jansone        | Sovjet-Unie              |
| 5    | Rosa Maria Darmon    | Frankrijk                |
| 5    | Lourdes Gongora      | Mexico                   |
| 5    | Helga Niessen        | Bondsrepubliek Duitsland |

### Dames dubbelspel
| Rang | Sporters                             | Land                       |
| ---- | ------------------------------------ | -------------------------- |
| 1    | Rosa Maria Darmon Julie Heldman      | Frankrijk Verenigde Staten |
| 2    | Jane Bartkowicz Valerie Ziegenfuss   | Verenigde Staten           |
| 3    | Maria-Eugenia Guzman Suzana Petersen | Ecuador Brazilië           |
| 3    | Cecilia Rosado Zaiga Jansone         | Frankrijk Sovjet-Unie      |
| 5    | Lourdes Gongora Patricia Montano     | Mexico                     |

### Gemengd dubbelspel
| Rang | Sporters                              | Land                                      |
| ---- | ------------------------------------- | ----------------------------------------- |
| 1    | Vladimir Korotkov Zaiga Jansone       | Sovjet-Unie                               |
| 2    | Ingo Buding Jane Bartkowicz           | Bondsrepubliek Duitsland Verenigde Staten |
| 3    | Pierre Darmon Rosa Maria Darmon       | Frankrijk                                 |
| 3    | Teimoeraz Kakoelia Suzana Petersen    | Sovjet-Unie Brazilië                      |
| 5    | Herb Fitzgibbon Julie Heldman         | Verenigde Staten                          |
| 5    | Francisco Guzman Maria-Eugenia Guzman | Ecuador                                   |
| 5    | Joaquin Loyo-Mayo Patricia Montano    | Mexico                                    |
| 5    | Jürgen Fassenbender Helga Niessen     | Bondsrepubliek Duitsland                  |

Athene 1896 · 
Parijs 1900 · 
St. Louis 1904 · 
Athene 1906 ·
Londen 1908 · 
Stockholm 1912 · 
Antwerpen 1920 · 
Parijs 1924 · 
Mexico-stad 1968 (demonstratie) · 
Los Angeles 1984 (demonstratie) · 
Seoel 1988 · 
Barcelona 1992 · 
Atlanta 1996 · 
Sydney 2000 · 
Athene 2004 · 
Peking 2008 · 
Londen 2012 · 
Rio de Janeiro 2016  · 
Tokio 2020  · 
Parijs 2024  · 
Los Angeles 2028 
Medaillewinnaars
Atletiek · Basketbal · Boksen · Gewichtheffen · Hockey · Kanovaren · Moderne vijfkamp · Paardensport · Pelota (demonstratie) · Roeien · Schermen · Schietsport · Schoonspringen · Tennis (demonstratie) · Turnen · Voetbal · Volleybal · Waterpolo · Wielersport · Worstelen · Zeilen · Zwemmen